# مادونا الكتاب
مادونا الكتاب هي لوحة صغيرة لرسام عصر النهضة الإيطالي ساندرو بوتيتشيلي، اللوحة حالياً ضمن مقتنيات متحف بولدي بيزولي في ميلان، إيطاليا.روما